# Biciklusos vegyület

Dekalin, más néven biciklo[4.4.0]dekán

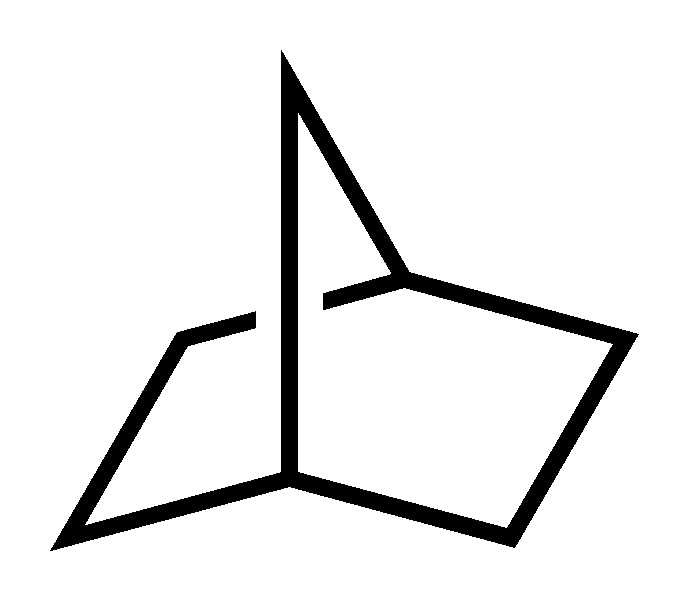
Norbornán, más néven biciklo[2.2.1]heptán

Spiro[2.2]pentán-molekula, amely a spirovegyületek csoportjába tartozik

A biciklusos vegyületek molekulájában két kondenzált gyűrű található. Biciklusos vegyületek gyakran fordulnak elő a szerves és szervetlen vegyületek között.
A gyűrűk összekapcsolódása háromféleképpen történhet:
1. Két atom közötti kötésen keresztül – ilyen például a dekalin (más néven biciklo[4.4.0]dekán), amelyben a két ciklohexán gyűrű egy C-C kötése közös;
2. Atomok láncolatán (hídfőn) keresztül – például a norbornán (más néven biciklo[2.2.1]heptán) tekinthető úgy, mint két ciklopentán gyűrű, melyekben három közös szénatom van; vagy
3. Egyetlen atomon keresztül (spirogyűrűs, spiro vegyület)

Az egy közös kötésen keresztül összekapcsolódó gyűrűk a leggyakoribbak, míg a legritkábban a spiro gyűrűk fordulnak elő.

## Hidak
Hídnak nevezzük az atomok el nem ágazó láncát vagy az olyan atomot vagy kovalens kötést, amely két hídfőatomot köt össze a policiklusos vegyületekben.
A főhíd az a híd, amely a két legfontosabb hídfőt köti össze.
Másodlagos híd bármely olyan híd, amely nem része a fő gyűrűnek vagy a fő hídnak.
A független másodlagos híd olyan hídfőket köt össze, amelyek a fő gyűrűnek vagy fő hídnak a részei.
A függő másodlagos híd legalább egy olyan hídfőhöz kapcsolódik, mely hídfő egy másodlagos híd része.

## Nevezéktan
A biciklusos molekuláknak külön nevezéktana van. A legegyszerűbb szinten az alap szénhidrogén neve azonos a megfelelő nyílt láncú alkánéval. A hidat tartalmazó vegyületekben a név elé biciklo előtag járul, melyet szögletes zárójelben követ az egyes hídfők között található szénatomok száma. A számokat csökkenő sorrendben, egymástól ponttal elválasztva adjuk meg. A biciklo[2.2.1]heptánban például a szénváz összesen hét szénatomot tartalmaz, ezért az alapnév heptán. A molekulában három híd található, ezek 2, 2 és 1 szénatomból állnak, az előtag így biciklo[2.2.1]. Spirovegyületek esetén a név felépítése spiro[2.4] alakú, ebből kiolvasható, hogy a molekulában 3- és 5-tagú gyűrűk (magát a spiro szénatomot nem vesszük bele a számokba) találkoznak a spiro atomnál.

## Fordítás
- Ez a szócikk részben vagy egészben a Bicyclic molecule című angol Wikipédia-szócikk ezen változatának fordításán alapul.  Az eredeti cikk szerkesztőit annak laptörténete sorolja fel. Ez a jelzés csupán a megfogalmazás eredetét és a szerzői jogokat jelzi, nem szolgál a cikkben szereplő információk forrásmegjelöléseként.